# Antonio de Nigris
Antonio de Nigris Guajardo (Monterrey, 1º aprile 1978 – Larissa, 15 novembre 2009) è stato un calciatore messicano, di ruolo attaccante.

## Biografia
È morto per un arresto cardiaco. Lascia la moglie Sonia e la figlia di 5 anni Miranda. La stampa greca ha riportato che de Nigris si era svegliato alle 3:30 circa del mattino accusando dolori al petto; la moglie Sonia chiamò un'ambulanza, ma il giocatore morì durante il viaggio verso l'ospedale.
Un giorno dopo il suo decesso, il medico greco Christos Kravaritis dell'Ospedale di Larissa dichiarò che de Nigris era morto a causa di una patologia cardiaca di origine genetica; successivamente, la Federazione calcistica turca dichiarò che il medico dell'Ankaragücü che aveva visitato de Nigris gli aveva diagnosticato una malformazione genetica del cuore, e che de Nigris era stato avvertito dei rischi a cui sarebbe andato incontro proseguendo la carriera calcistica.
Aveva un fratello, Aldo, anch'egli calciatore.

## Carriera

### Club
Iniziò la carriera calcistica nel Club de Fútbol Monterrey, debuttandovi il 6 febbraio 2000. Presto si mise in evidenza grazie al numero di gol segnati, 37 in 65 partite. Fu dunque il Club América di Città del Messico ad assicurarsi il giocatore, che però dopo sole tre partite e nessuna rete, lasciò il club. Giocò nella Primera División con il Villarreal e nella Segunda División con il Poli Ejido, segnando in totale quattro reti nei due anni in Spagna; con l'Once Caldas, squadra colombiana, disputò la Coppa Intercontinentale 2004, persa ai calci di rigore contro il Porto, realizzando il tiro dagli 11 metri a lui affidato. Tornò al calcio messicano, prima al Puebla e poi con il Pumas UNAM, con cui arrivò fino alla finale della Coppa Sudamericana 2005, subendo poi la sconfitta da parte del Boca Juniors dopo i tiri di rigore.
Il 20 marzo 2006 passò al Santos in Brasile, ma giocò solo due partite prima di trasferirsi al Gaziantepspor in Turchia, segnando quindici reti alla prima stagione con la compagine rossonera guidata da Walter Zenga. Dopo due anni in Turchia, il 27 agosto 2009 fu ceduto al Larissa in Grecia.

### Nazionale
Il suo debutto con la nazionale messicana fu in occasione della partita contro il Brasile del 7 marzo 2001, nella quale segnò anche il suo primo gol in nazionale, quello del provvisorio 2-0. De Nigris ha partecipato alla Copa América 2001 e alla FIFA Confederations Cup 2001, ma non segnò in nessuna di queste due competizioni. Dopo un periodo di sette anni fuori dal giro della nazionale, fu nuovamente convocato il 6 febbraio 2008 dal commissario tecnico Hugo Sánchez per un'amichevole contro gli Stati Uniti; la sua ultima partita con la maglia della Tri fu la vittoria per 2-1 contro il Ghana del 26 marzo 2008; in tutto vestì la maglia della rappresentativa messicana per 17 volte, segnando quattro reti.

## Palmarès

### Club

#### Competizioni nazionali
- Campionato messicano: 1

América: Verano 2002

#### Competizioni statali
- Campionato paulista: 1

Santos: 2006